# Salomée Halpir

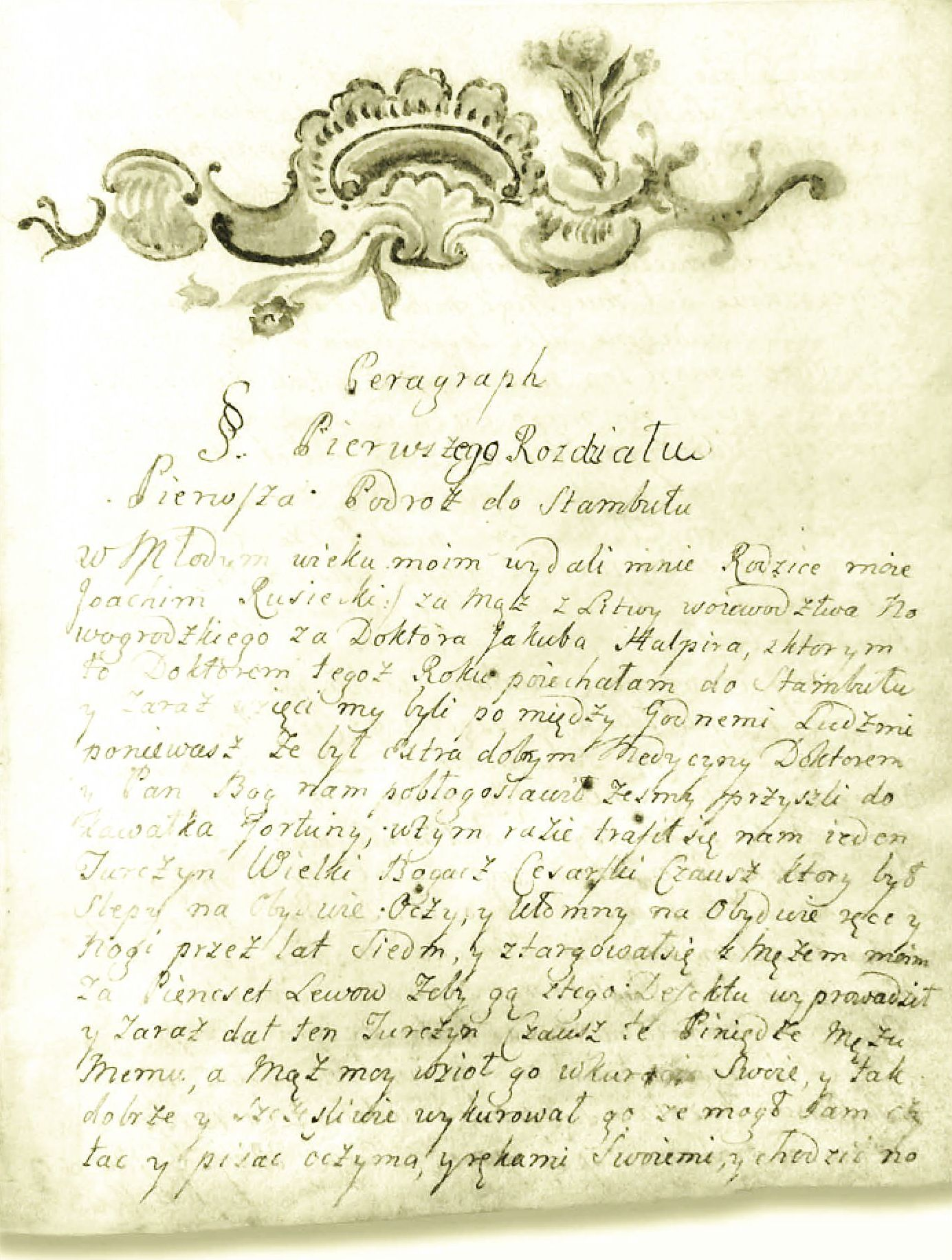
Första sidan av Salomée Halpirs memoarer, utgivna 1760.

Salomée Halpir, född 1718, död efter 1763, var en litauisk läkare (oftalmolog) och författare. Hon har ofta kallats Litauens första läkare av sitt kön. Hon skrev sina memoarer 1760, och de betraktas som ett unikt resedokument och en viktig del av samtida kvinnolitteratur.
Halpir är känd under en rad olika för- och efternamn. Hon föddes i närheten av Novogrodek i dåvarande Litauen (numera i västra Belarus) som dotter till Joachim Rusiecki, en medlem av lågadeln. Vid 14 års ålder 1732 gifte hon sig med en lutherske ögonläkaren Jacob Halpir och bosatte sig med honom i Istanbul. Hon undervisades i oftalmologi av maken och blev hans assistent och därefter praktiserande läkare. På grund av sitt kön kunde hon göra goda affärer på det faktum att kvinnor i ett muslimskt land helst inte skulle anlita manliga läkare. Hon specialiserade sig på linskirurgi. Hon fick en dotter i sitt första äktenskap. 
Efter makens död köpte hon fyra österrikiska krigsfångar som tagits som slavar under Rysk-turkiska kriget (1735–1739) och gifte sig med en av dem, fänriken Pilstein. Hon återvände därefter till Polen, där hon fick tjänsten som stadsläkare i Nesvizh av den lokala adelsmagnaten. Hon fick två söner under sitt andra äktenskap. Halpir gjorde senare en resa till Sankt Petersburg i Ryssland, där hon friköpte turkiska krigsfångar av kejsarinnan Anna av Ryssland. Hon tog vid sin återkomst ut skilsmässa från sin make efter att ha anklagat honom för otrohet, utpressning och mordförsök. Hon reste därefter till Wien, där hon hade en relation med prins József Rákóczi men avböjde hans frieri. Hon inledde därefter en förbindelse med en polsk adelsman som emellertid utnyttjade henne ekonomiskt. Förhållandet avslutades då hon anklagade honom för att ha mördat en av hennes söner. 
Hon återvände därefter till Istanbul, där hon blev hovläkare i sultan Mustafa III:s harem. År 1763 är hon dokumenterad som hovläkare i haremet hos khanen av Krim, där hon också tjänstgjorde som spion åt ryske konsuln Aleksandr Nikiforov. Hennes liv efter detta år är okänt.